# Juan Pablo Varillas
Juan Pablo Varillas Patiño-Samudio (født 6. oktober 1995 i Lima, Peru) er en professionel tennisspiller fra Peru.